# Pavel Novotný (football)
Pour les articles homonymes, voir Pavel Novotný.
Pavel Novotný est un footballeur international tchèque né le 14 septembre 1973 à Kroměříž. Il évoluait au poste de défenseur.

## Biographie
International tchèque, il reçoit deux sélections en équipe de Tchéquie en 1996 et en 1999. Il fait partie du groupe tchèque finaliste de l'Euro 1996, jouant un match contre la France. Son dernier match en sélection est un match amical contre la Belgique en 1999.
Avec le club du Slavia Prague, il joue neuf matchs en Ligue des champions.

## Carrière
- 1991 :  Slavia Prague
- 1992-1993 :  Union Cheb
- 1993-1997 :  Slavia Prague
- 1997-1998 :  VfL Wolfsburg
- 1998-2001 :  Sparta Prague
- 2001-2003 :  Slavia Prague
- 2003-2005 :  Bohemians Prague
- 2005-2006 :  SC Xaverov

## Palmarès

### En club
Avec le Slavia Prague :
- Champion de Tchéquie en 1996
- Vainqueur de la Coupe de Tchéquie en 1997

Avec le Sparta Prague :
- Champion de Tchéquie en 1999,  2000 et  2001

### En sélection
- Finaliste de l'Euro 1996 avec la Tchéquie (1 match)